# Garaeus ferrugata
Garaeus ferrugata är en fjärilsart som beskrevs av W. Warren 1896. Garaeus ferrugata ingår i släktet Garaeus och familjen mätare. Inga underarter finns listade i Catalogue of Life.